# Ab initio
лат. Ab initio — латинський вираз, що означає «з початку». В сучасному вжитку здебільшого означає «з першооснов».
У квантовій  хімії —  група  методів  розв’язування  рівняння Шредінгера для системи ядер та електронів, в яких при розрахунках не залучаються жодні емпіричні параметри, а використовується  лише  невелика  кількість  фундаментальних  сталих (стала Планка, заряд електрона, маса електрона, швидкість світла та маси атомів). При цьому для побудови хвильової  функції  беруться  певні  базисні  набори  орбіталей. Методи застостовуються для визначення енергії,  електронної 
структури, оптимальної геометрії хімічних частинок, а також для розрахунку поверхні потенціальної енергії реакцій, енергій дисоціації зв’язків.

## Фізика
В фізиці ab initio вживається для опису розрахунків, які проводяться із перших принципів: рівняння Шредінгера чи рівняння Дірака без додаткових припущень і використання феноменологічних параметрів. З огляду на складність таких розрахунків, вони включають певні спрощення й застосовують наближені математичні методи.

## Хімія
Неемпіричні, або ab initio, методи квантової хімії — методи наближеного розв'язання рівняння Шредингера для атомів, молекул, кристалів, які дають можливість визначити їх енергетичні рівні та хвильові функції без використання будь-яких експериментальних результатів. На противагу напівемпіричним методам, неемпіричні надають квантовохімічний опис системи, виходячи лише з кількості електронів та кількості й зарядів атомних ядер, з яких вона складається. Для спрощення обчислень зазвичай використовують такі наближення:
- адіабатичне наближення, яке дозволяє розв'язувати задачу про рух електронів незалежно від задачі про рух ядер;
- наближення середнього поля (є центральною ідеєю методу Гартрі, пізніше — методу Гартрі — Фока), яке суттєво зменшує кількість незалежних змінних (координат електрона) в розв'язуваному рівнянні, перетворюючи багатоелектронну задачу на одноелектронну. Середнє поле залежить від хвильової функції, яку й необхідно знайти, тож на цьому етапі виникає необхідність ітеративного розв'язання рівняння Шредингера. Цей процес називають самоузгодженням;
- метод молекулярних орбіталей як лінійних комбінацій атомних орбіталей, який дозволяє після обрання наперед заданого набору вихідних функцій (базисних функцій) записати задачу в компактній матричній формі.

Отримані розв'язки рівняння Шредингера далі часто підлягають уточненню за допомогою теорії збурень, методу конфігураційної взаємодії та інших.
Методи функціоналу електронної густини, популярність яких в квантовій хімії стрімко зросла, класифікують як напівемпіричні. Хоча побудова ефективного оператора енергії спочатку ґрунтувалася на певних фізичних моделях (як-от електронного газу), найуспішніші сучасні функціонали містять кілька емпіричних параметрів — таких, значення яких підбирають на основі експериментальних результатів.
Із розвитком обчислювальної техніки, починаючи з кінця XX сторіччя, розрахунки ab initio демонструють великі та все наростаючі здобутки в області передбачення структури хімічних речовин і кристалів. Існує чимало комерційних квантово-хімічних програм, які дозволяють проводити такі розрахунки.